# 장 클로디오
장 클로디오(프랑스어: Jean Claudio, 1927년 3월 28일 ~ 1992년 1월 11일)는 프랑스의 배우이다.
뇌이쉬르센에서 태어났으며 생클루에서 사망하였다.

## 영화
- 화가의 딸 (1984년)
- 달리는 사이먼 (1981년)
- 웨스트 건맨 (1973년)
- 극비지령 (1966년)
- 달링 (1965년)
- 풀밭 위의 오찬 (1959년)
- 엘레나와 남자들 (1956년)